# 브래드 실버링
브래드 실벌링(Brad Silberling, 1963년 9월 8일 ~ )은 미국의 영화 감독이다.

## 연출 목록

### 영화
- 꼬마 유령 캐스퍼 (1995)
- 시티 오브 엔젤 (1998)
- 문라이트 마일 (202)
- 레모니 스니켓의 위험한 대결 (2004)
- 로스트 랜드: 공룡 왕국 (2009)